# 趙玄覽
趙玄覽（1628年10月27日—？年），字僧照，號古雪，四川保寧府劍州人，順治十四年丁酉科四川鄉試第三名舉人，順治十五年戊戌科詩經（目作書經）房中式第310名，殿試三甲一百四十二名進士，戶部觀政，庚子授江西廬陵縣知縣，再知江南虹縣。